# Minima separazione verticale ridotta
In aeronautica una rotta con minima separazione verticale ridotta (in inglese reduced vertical separation minima o anche minimum) o RVSM è una rotta ATS con riduzione, da 2000 a 1000 piedi, della separazione verticale tra velivoli che volano tra i livelli di volo 290 (29 000 piedi) e 410 (41 000 piedi).
Con tale procedura, aumentando la capacità di traffico che lo spazio aereo può disporre, si riducono i ritardi alla partenza e in rotta, che valgono tempo e denaro per le compagnie aeree. È infatti noto che un motore a turbina con l'aumentare dell'altitudine, diminuendo la densità dell'aria, consuma meno per nodo percorso.
Tale procedura aumenta il numero di velivoli che possono volare in sicurezza in un determinato spazio aereo.
La norma per la separazione verticale era di 1000 piedi dalla superficie terrestre a FL290, 2000 piedi da FL290 a FL410 e 4000 piedi al di sopra di FL410. Questo perché l'accuratezza dell'altimetro barometrico (lo strumento utilizzato per determinare l'altitudine in base alla pressione atmosferica) diminuisce con l'altezza. Nel corso del tempo, l'uso degli air data computer (ADC, componenti avionici in grado di correggere i dati forniti dai sensori a bordo degli aeromobili) ha reso possibile una misura dell'altitudine più precisa ed un mantenimento del livello di volo più agevole. Per molti aerei moderni, quindi, la separazione di 2000 piedi divenne troppo restrittiva. Pertanto è stato proposto dall'ICAO che questa separazione fosse ridotta a 1000 piedi.

## Storia
Le prime implementazioni di questa riduzione di separazione avvennero nell'area del Nord Atlantico, inizialmente solo tra FL330 e FL370. In quest'area sono presenti infatti traffici omogenei e rotte pressoché parallele. Per poter usufruire di questa riduzione, il velivolo deve possedere degli standard minimi ben definiti dall'ICAO.
Dal gennaio 2002 in tutta Europa lo spazio aereo è diventato spazio RVSM. Tutti gli spazi aerei confinanti con quello italiano sono ormai RVSM, tra cui si segnalano Malta e la Tunisia come spazi di transizione, che gestiscono il passaggio da RVSM a non-RVSM e viceversa.
Tra il 1997 e il 2005 l'implementazione dell'RVSM ha riguardato nell'ordine gli spazi aerei sovrastanti l'intera Europa, il Nord Africa, il Sud-Est Asiatico, il Nord America, il Sud America, il Nord Atlantico, il Sud Atlantico ed il Pacifico.
Il 20 gennaio 2005 tutto l'emisfero occidentale è stato classificato RVSM tra FL290 e FL410.
Alcuni detrattori del progetto RVSM paventavano la pericolosità di tale riduzione della separazione verticale, sostenendo che sarebbe aumentato il rischio di collisioni in volo e conflitti di traffico; tuttavia, dalla data della sua implementazione, nessuna collisione o sotto-separazione tra aeromobili è mai stata imputata alla procedura RVSM.

## Equipaggiamento minimo richiesto per volare nello spazio aereo RVSM
Solo gli aeromobili provvisti di un equipaggiamento adeguato possono volare all'interno di spazi aerei RVSM; a meno di specifiche esenzioni, gli altri velivoli devono quindi sorvolare tali spazi aerei o mantenervisi al di sotto.
Queste certificazioni vengono rilasciate dall'agenzia per l'aviazione civile (in Italia l'ENAC) del paese di appartenenza del velivolo. È possibile che tale abilitazione venga meno anche per motivi contingenti (ad esempio turbolenza o avaria ad uno dei due altimetri obbligatori), nel qual caso sono previste procedure di limitazione.
L'equipaggiamento minimo richiesto per l'abilitazione ai voli RVSM è:
- radio con banda 8.33 kHz;
- due sistemi indipendenti per la misurazione dell'altitudine;
- un transponder di sorveglianza (SSR mode C)
- un sistema di allerta in caso di variazione dell'altitudine;
- un sistema automatico di mantenimento dell'altitudine;

In caso di avaria di uno dei due sistemi indipendenti per la misurazione dell'altitudine, va comunicato "Unable RVSM due equipment" all'ente ATS di competenza ed abbandonare lo spazio aereo RVSM; salvo voli non RVSM approvati RVSM dall'autorità competente (STS/NONRVSM).